# Pau d'Àger i d'Orcau
Pau d'Àger i d'Orcau (Tremp, 1592 - Vallfogona de Riucorb, 1672) fou un religiós, comanador de l'Orde de Sant Joan de Jerusalem i 102è president de la Generalitat de Catalunya (nomenat el 22 de juliol de 1659).

## Biografia
Era fill d'Onofre d'Àger, cavaller de Tremp, i d'Anna d'Orcau. Va estar vinculat a l'Orde de Sant Joan de Jerusalem a Tortosa (1228-1234), Vilafranca del Penedès (1637-1659), Vallfogona de Riucorb (1645-1672) i Barcelona (1656-1672). Era un diputat d'abans de la guerra dels Segadors, però el seu poc protagonisme polític en la contesa li va permetre tenir el favor del rei espanyol. Va ser membre de diverses juntes de braços, entre elles la que tractava de la crida militar del Princeps namque el 1637. Poc temps després de començar la guerra, el 1641, estava a Malta i no tornà a estar a Barcelona fins al 1650.

## President
Fou el 102è president de la Generalitat de Catalunya al costat d'Àngel Delpàs i de Camporrells, senyor de Sant Marçal, pel braç militar, i Lluís Llopico de Xixona, ciutadà de Tortosa, pel braç popular o reial. Li va tocar viure la signatura del Tractat dels Pirineus entre França i Espanya el 10 de desembre 1659. Malgrat aquesta pau, les tropes reials no es van desmobilitzar i es varen succeir les repressions i abusos dels soldats sobre la ciutadania, provocant continus enfrontaments entre la Diputació i el virrei, Francisco de Orozco.
Va deixar clara la seva visió sobre la nova situació de les institucions quan manifesta: "los senyors diputats no són recullidors dels fruyts del principat, sinó recullidors dels fruyts de sa Magestat". Les tensions també tenien altres fronts com l'allotjament dels soldats (crisi recurrent des de feia 50 anys) i la voluntat de la Generalitat per aconseguir el control sobre les insaculacions ara per ara pre-filtrades per la corona. És un període de forta "desafecció" de les institucions i un fort despotisme del virrei de Catalunya en el que no es varen realitzar ni juntes de braços, ni trenta-sisenes.